# Storia d'Etiopia
L'Etiopia è uno dei più antichi stati africani. È situato nell'Africa orientale.

## Preistoria

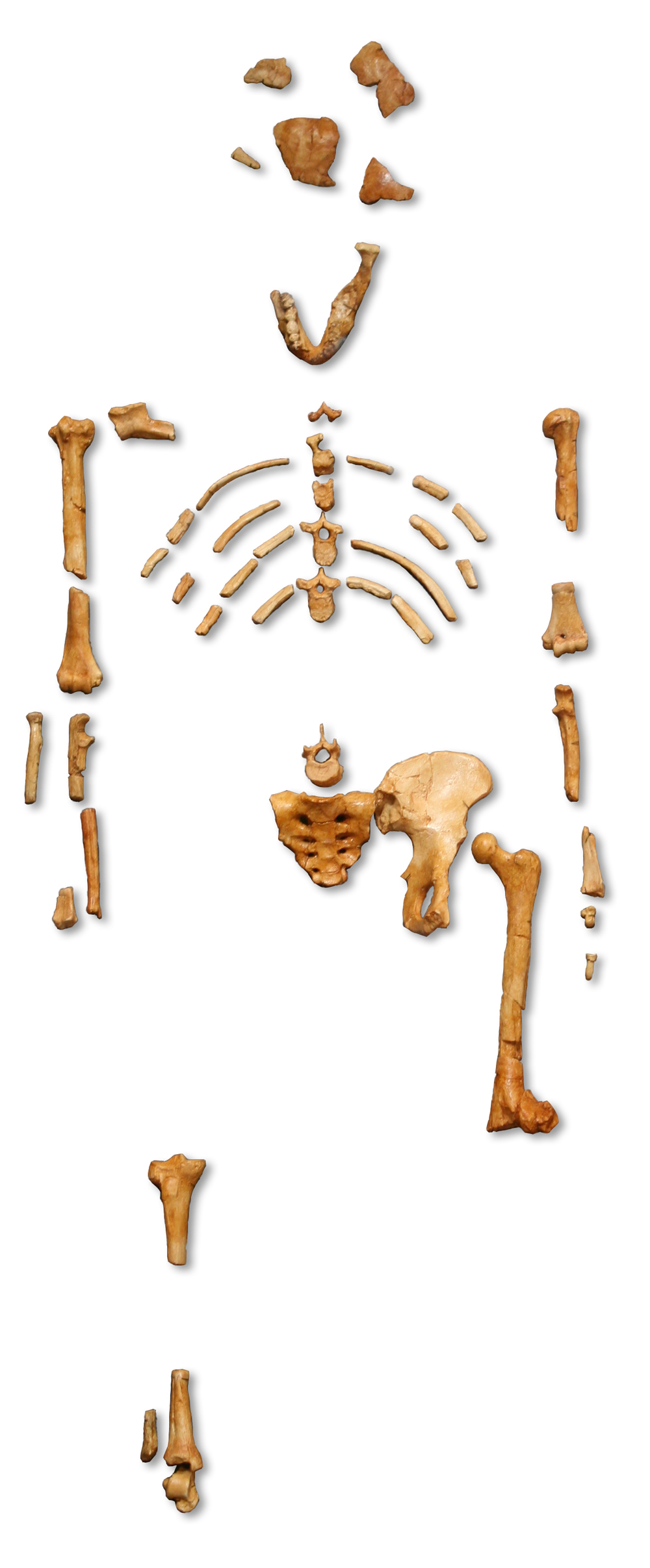
'Lucy', il famoso Australopithecus afarensis.

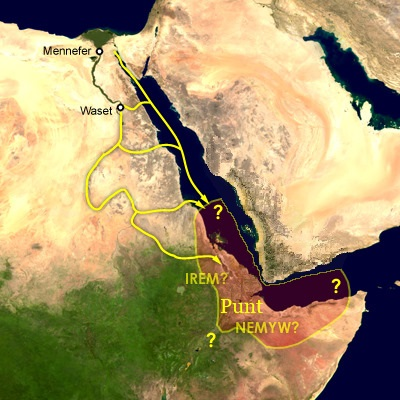
Possibile localizzazione della Terra di Punt

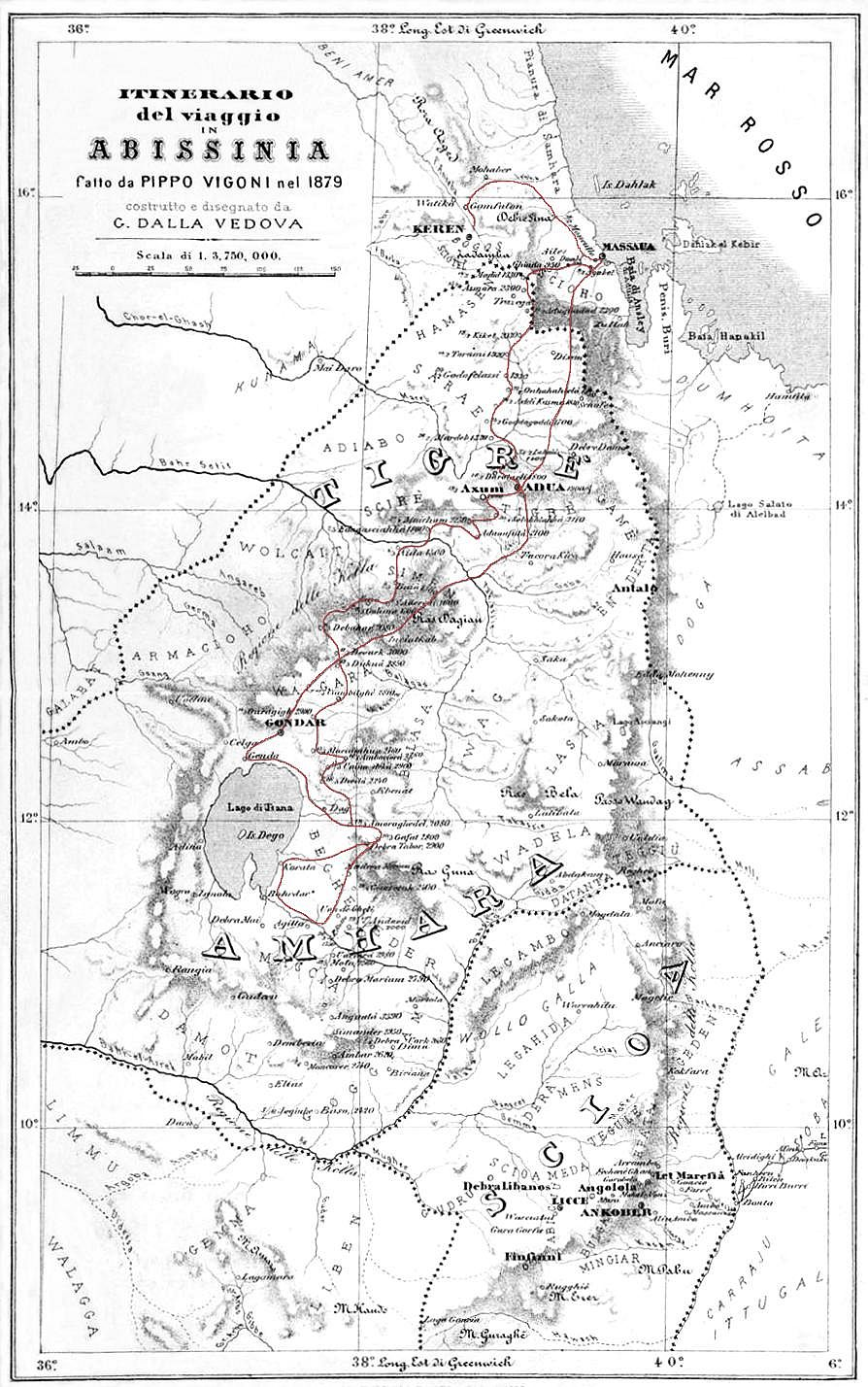
Itinerario del viaggio in Abissinia fatto da Pippo Vigoni nel 1879

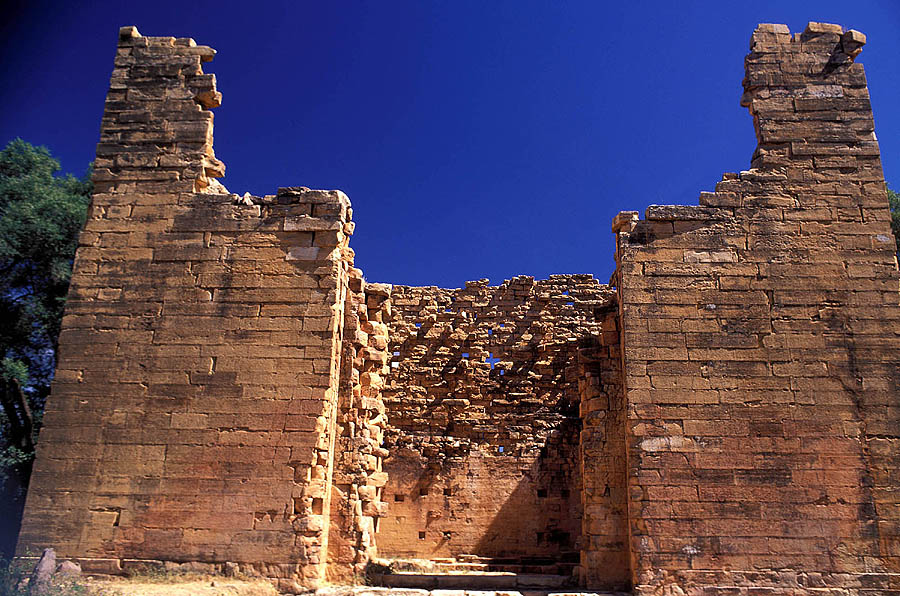
Rovine del tempio di Yeha, nel Tigrè

La regione etiope è abitata dall'uomo fin da tempi preistorici. 
La storia antica della regione è legata a quella delle culture del Medio Oriente, come i Sabei e gli Ebrei.
Intorno all'VIII secolo a.C. si sviluppò, nei territori corrispondenti alle odierne Eritrea ed Etiopia settentrionale, un regno noto come D'mt, sostituito nel IV secolo a.C. da vari piccoli regni. Nel I secolo a.C. si impose sugli altri il regno di Axum fondato da Menelik I; nel corso del IV secolo d.C., san Frumenzio convertì il re Ezanà al cristianesimo, che divenne la religione di Stato (chiesa ortodossa etiope).
Nel 1994 furono scoperti in Etiopia i resti di un Ardipithecus, un antichissimo ominide vissuto oltre 4 milioni di anni fa. Il più conosciuto tra i progenitori dell'uomo di cui si hanno tracce resta tuttavia l'Australopithecus afarensis ribattezzato Lucy di 3,2 milioni di anni fa, rinvenuto nel 1974 nei pressi del villaggio Hadar nella valle dell'Auasc del Triangolo di Afar.
Anche se i più antichi resti di Homo sapiens risalenti a oltre 300 000 anni fa furono scoperti nel 2004 nella zona del Jebel Irhoud in Marocco, l'Etiopia è considerata uno dei primi siti in cui si svilupparono gli esseri umani anatomicamente moderni; ossa umane di un Homo sapiens di 200 000 anni fa furono rinvenute nel 1967 nell'Omo Kibish a sud dell'Etiopia. Nel 1997 furono inoltre ritrovati nella media valle dell'Auasc i resti scheletrici dell'Homo sapiens idaltu, risalente a circa 160 000 anni fa, considerato un'estinta sottospecie dell'Homo sapiens o l'antenato più prossimo dell'essere umano anatomicamente moderno. Da questa regione, gli ominidi si sarebbero poi diffusi, occupando le aree del Medio Oriente e oltre.
Secondo molti linguisti, le prime popolazioni di lingua afro-asiatica arrivarono nella regione durante il Neolitico dalla famiglia Urheimat della valle del Nilo oppure dal Vicino Oriente. Altri studiosi suppongono invece che si siano sviluppate nel Corno d'Africa e successivamente si siano sparse in tutto il mondo.

### Terra di Punt
I primi riferimenti storici dell'Etiopia potrebbero ritrovarsi nei documenti commerciali dell'antico Egitto, che si riferivano alla Terra di Punt, in relazione al commercio di oro, resine aromatiche, legno nero, ebano, avorio e animali selvatici. Sebbene la sua localizzazione non è stata ancora definitivamente accertata, si ipotizza che si trovasse in una regione corrispondente alle moderne Eritrea, Etiopia orientale e Somalia settentrionale.

## Età antica

### Relazioni con i Sabei e gli Ebrei
La storia antica della regione è legata a quella delle culture del Medio Oriente, come i Sabei e gli Ebrei. Ci fu presenza di popolazioni di lingua semitica in Etiopia ed Eritrea almeno dal II millennio a.C. inoltre ci sono elementi della tradizione religiosa etiopica che indicano un antico influsso dell'ebraismo.
L'influenza dell'ebraismo è evidente anche nella tradizione religiosa etiope. Durante il medioevo i testi etiopi della chiesa ortodossa etiope tra cui il Kebra Nagast, fanno riferimento ad antichi rapporti fra Etiopia e Israele. Queste fonti elaborano il racconto biblico dell'incontro fra la Regina di Saba (chiamata Makeda nella tradizione etiope) e Re Salomone collocando il Regno di Saba in Etiopia. Nel Kebra Nagast ("La Gloria dei Re") l'Etiopia viene presentata come la nuova terra dell'Alleanza, fatto simboleggiato dal dono dell'Arca fatto da Salomone a Makeda. Lo stesso  Kebra Nagast attribuisce un'origine ebraica alla stirpe reale etiope, indicando come il primo impero etiopico fu fondato da Menelik I, tradizionalmente considerato il figlio primogenito della regina di Saba Makeda e del re d'Israele Salomone.

### Regno di Dʿmt
Una delle più antiche culture note dell'area, il Regno di Dʿmt era strettamente legata al regno yemenita dei Sabei (che a sua volta si ritiene corrispondere al biblico Regno di Saba). È verosimile che vi sia una stretta relazione fra il Regno di Dʿmt e il successivo Regno di Axum, ma i dettagli della transizione non sono chiari.
Al tardo Regno di Dʿmt si riconducono i resti del grande tempio di Yeha del VII secolo a.C.. Questo tempio, come altri reperti dello stesso periodo (per esempio gli altari di pietra delle isole-monastero del lago Tana) indicano un forte influsso della cultura ebraica. È stato ipotizzato che in un periodo di tempo compreso fra l'VIII e il V secolo a.C. coloni ebrei siano arrivati in Etiopia attraverso l'Egitto, il Sudan e l'Arabia meridionale.

### Regno di Axum

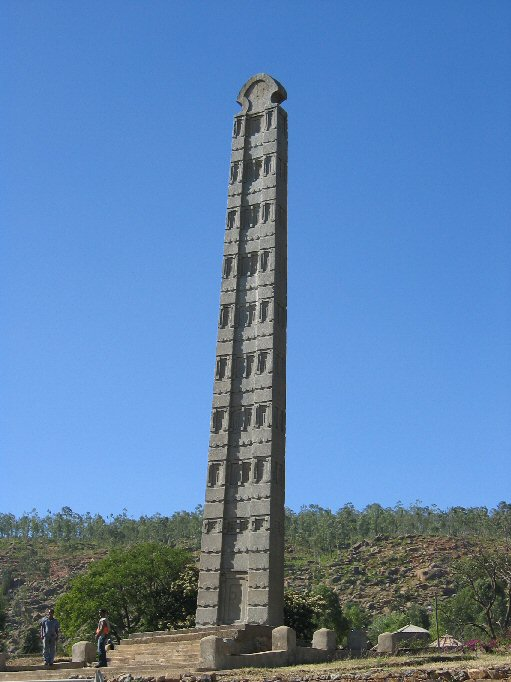
La Stele del Re Ezana, ad Axum.

Il primo regno importante dell'attuale Etiopia di cui si abbiano notizie certe è quello di Axum, sorto fra il IV e il I secolo a.C.. Il regno nacque probabilmente dall'unificazione di regni minori, tra cui forse quello di Dʿmt, inizialmente includendo solo la zona dell'acrocoro etiopico. In seguito si iniziò a espandere, soprattutto verso sud. Nel III secolo il regno iniziò a battere moneta e il profeta persiano Mani lo citò nei suoi scritti tra le quattro grandi potenze del mondo, insieme all'Impero Romano, alla Persia e alla Cina. Nella prima metà del IV secolo, in seguito alla conversione del re Ezana da parte del primo vescovo d'Etiopia Frumenzio, il Regno di Axum divenne cristiano. Fu il primo stato a usare la croce cristiana come simbolo sulle monete.

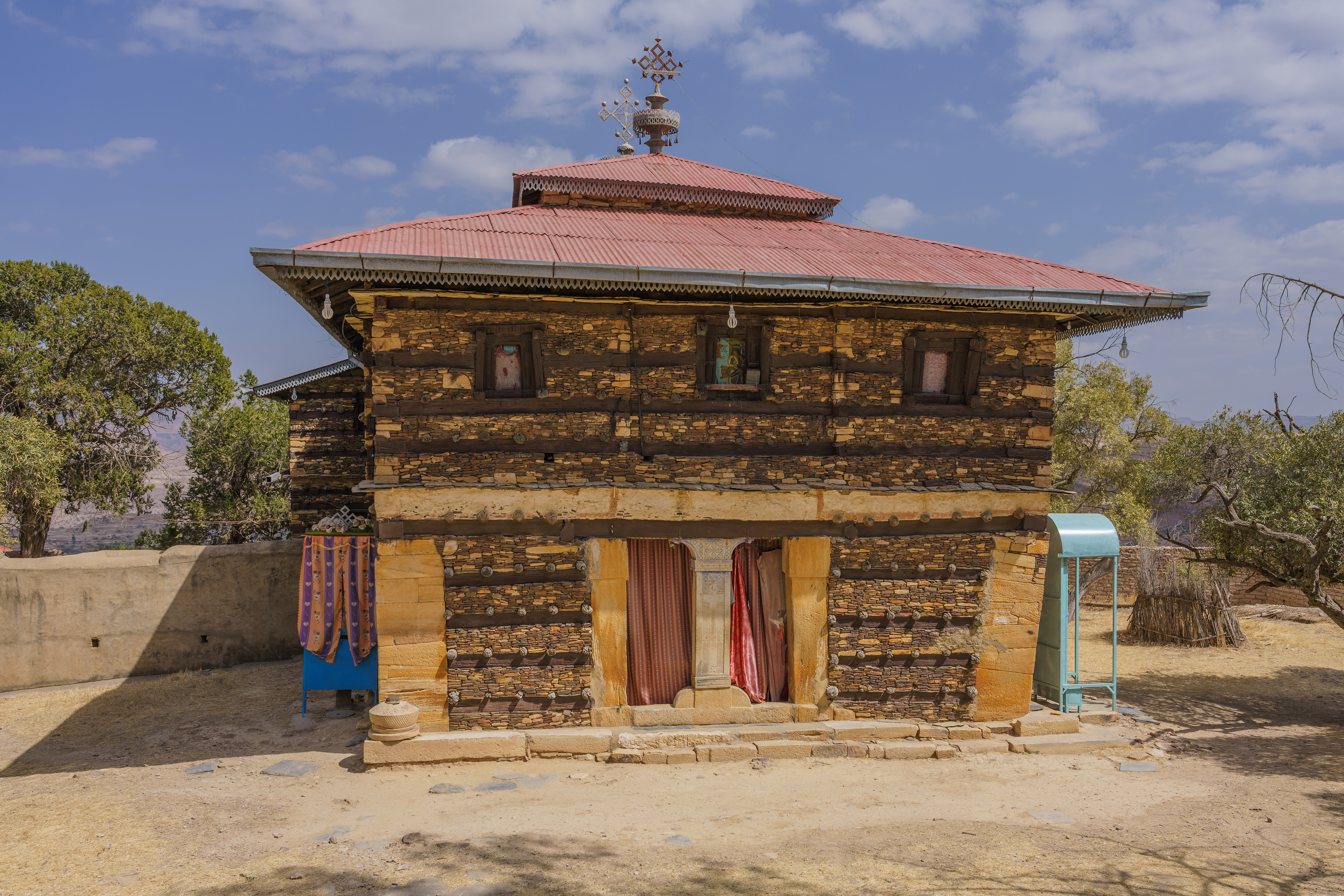
Il monastero axumita di Debre Damo (V o VI secolo)

Il regno ebbe il suo momento di massima espansione nel IV secolo, quando giunse a controllare Etiopia, Eritrea, Sudan settentrionale, Egitto meridionale, Gibuti, Somalia occidentale, Yemen e Arabia Saudita meridionale, per un totale di 1,25 milioni di km². In questo periodo il regno di Axum giunse a confinare con l'Impero Romano, che controllava l'Egitto settentrionale.
Dopo il VI secolo il regno iniziò a declinare, cessando nel VII secolo di battere moneta. Le cause di questo declino non sono note. Il crollo definitivo avvenne intorno all'anno 1000, forse in seguito all'invasione da parte di Gudit (Giuditta), una regina ebrea o pagana. Nei secoli successivi emerse una nuova dinastia reale axumita, la dinastia Zagwe, che non riuscì comunque a riportare il regno ai fasti del millennio precedente. Il periodo fra l'anno 1000 e il XIII secolo fu un periodo oscuro della storia dell'Etiopia, di cui si sa pochissimo.

#### Guerra etiopico-sasanide

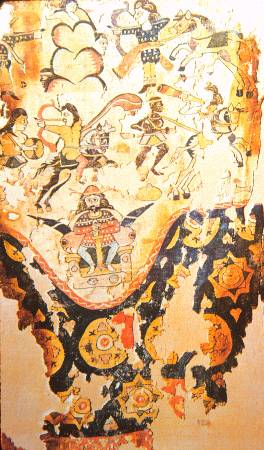
Modello di tessuto di tenda in lana egizia, o di pantaloni: copia di seta sasanide importata, a sua volta basata su un affresco del re persiano Cosroe II che combatte le forze etiopi in Yemen (VI secolo).

La Guerra etiopico-persiana contrappose, alla fine del VI secolo, l'Impero sasanide persiano all'Impero di Axum etiope per il controllo e lo sfruttamento dell'regno di Himyar (Arabia meridionale). 
Dopo la battaglia di Hadramawt e l'assedio di Ṣanʿāʾ nel 570, gli Etiopi furono espulsi dalla Penisola araba. 
Essi riuscirono peraltro a ristabilire la loro presenza e il loro potere in quelle stesse regioni nel 575 o 578, quando un nuovo esercito persiano invase il regno Himyarita e ristabilì sul trono il deposto sovrano, in posizione tuttavia di vassallo di Ctesifonte. Il fatto mise per sempre fine alla presenza politica etiope in Arabia.

## Medioevo etiope
Presumibilmente intorno al 970, con il declino del regno di Aksum, ebbe inizio un periodo considerato da vari studiosi come "Medioevo etiope", quando la regina Gudit (o Yodit), forse ebrea, invase il regno di Axum e distrusse tutti i luoghi di culto cristiani; benché le notizie certe siano molto scarse, secondo la tradizione etiopica Gudit governò sulla regione per quarant'anni prima di trasmettere la corona ai suoi discendenti. La fine del Medioevo etiopico è stata collocata nel 1520, data di arrivo della prima ambasceria portoghese alla corte del re Lebna Denghèl.
Il Medioevo etiope comprende tre fasi: il periodo post-aksumita (dall'VIII/IX secolo al XII), il periodo della dinastia Zāguē (dal 1150 al 1270) e il periodo salomonide iniziale (dal 1270 al 1520).

### Periodo post-axumita
Le informazioni sul periodo post-axumita sono scarsissime. Secondo alcune testimonianze arabe, alla fine del IX secolo un regno cristiano era localizzato sull'altopiano tigrino, e forse corrisponde alla fase finale del Regno di Axum. La capitale era Ku῾bar, città di cui non si conosce la localizzazione. Non è nota neanche l'estensione di questo regno.

### Dinastia Zāguē
L'ultimo dei successori della regina Gudit fu rovesciato da Mara Teclè Haimanòt, che nel 1137 fondò la dinastia Zaguè di etnia agau e sposò una figlia dell'ultimo re di Axum, Dil Na'od, per affermare la sua legittimità alla successione. La capitale era Adafa (Roha), non lontano dalla moderna Lalibela nelle montagne Lasta. Gli Zaguè ripristinarono come religione di Stato il cristianesimo, riprendendo così le tradizioni axumite. A loro si deve la costruzione delle chiese nella roccia, inclusa la Chiesa di San Giorgio a Lalibela.
Il periodo Zaguè è ancora avvolto nel mistero e anche il numero dei re di questa dinastia è contestato. Alcune fonti (come la Cronaca di Parigi, e i manoscritti di Bruce 88, 91 e 93) danno i nomi di undici re che avrebbero governato per 354 anni, altre (tra cui il libro di Pedro Páez e di Manuel de Almeida) elencano soltanto cinque re che avrebbero regnato per 143 anni. Paul B. Henze riferisce l'esistenza di almeno una lista che contiene 16 nomi.
Secondo David Buxton l'area sotto il dominio diretto dei re Zaguè "probabilmente abbracciava gli altipiani della moderna Eritrea e di tutta la provincia Tigrai, che si estendeva verso sud a Uàg, Lasta e la (provincia di Uollo) e verso ovest, verso il Lago Tana (Beghemeder)."
La fine della dinastia Zāguē avvenne quando Yekuno Amlak, che si proclamò discendente ed erede legittimo di Dil Na'od e di agire sotto la guida di san Tekle Haymanot o san Iyasus Mo'a, perseguitò l'ultimo re Zaguè (noto come Za-Ilmaknun, probabilmente Yetbarak) e lo uccise presso la chiesa di San Qirqos a Gaynt, sul lato nord del fiume Bashiloe.

### Periodo salomonide iniziale
Intorno al 1270, Yekuno Amlak depose l'ultimo re della dinastia Zagwe e fondò l'Impero d'Etiopia e la dinastia salomonide. I nuovi sovrani di etnia amhara ed erano originari dello Scioa settentrionale. Questa nuova linea dinastica rivendicava la discendenza diretta dal biblico Re Salomone. Il nuovo stato, noto come "Impero Etiope", controllava un territorio che comprendeva tutto l'Acrocoro Etiopico, con le regioni di Tigrè, Amhara e Shewa e quasi tutta l'Eritrea, tranne le regioni dell'estremo sud.

## Età moderna

#### Impero d'Etiopia
Gli imperatori della dinastia Salomonide adottarono il titolo di negus o negus neghesti (letteralmente "re dei re"). L'impero d'Etiopia si concluse solo nel 1974, quando un colpo di Stato portò al potere una giunta militare (Derg) capeggiata dal dittatore Mengistu Haile Mariam, che depose l'ultimo imperatore Hailé Selassié. La monarchia venne abolita ufficialmente l'anno successivo, il 12 marzo del 1975. Hailé Selassié, imprigionato nel palazzo imperiale, il 27 agosto 1975 viene assassinato per soffocamento con un cuscino, per ordine dello stesso Menghistu Hailé Mariàm.

#### Contatto con i portoghesi
A partire dal XV secolo ebbero inizio i primi contatti tra gli imperatori etiopi e i regnanti europei, ma solo nel secolo successivo si stabilirono i primi accordi continuativi tra l'Impero d'Etiopia e il Regno del Portogallo. 
Verso la fine del XV secolo, l'esploratore portoghese Pêro da Covilhã giunse in Etiopia mentre era in missione per consegnare una lettera al Prete Gianni, il sovrano di un leggendario regno cristiano dell'estremo oriente (un mito molto diffuso nell'Europa medioevale). Covilhã fu accolto alla corte del negus e ritenne di aver raggiunto il proprio obiettivo. Il negus ricevette quindi la lettera indirizzata al Prete Giovanni e a sua volta inviò una missiva al re del Portogallo, chiedendogli sostegno nello scontro con i musulmani. Nel 1520 una flotta portoghese entrò nel Mar Rosso, rimanendovi circa 6 anni. Uno dei membri di questa ambasciata era Francisco Álvares, che scrisse un importante resoconto sull'Etiopia dell'epoca.

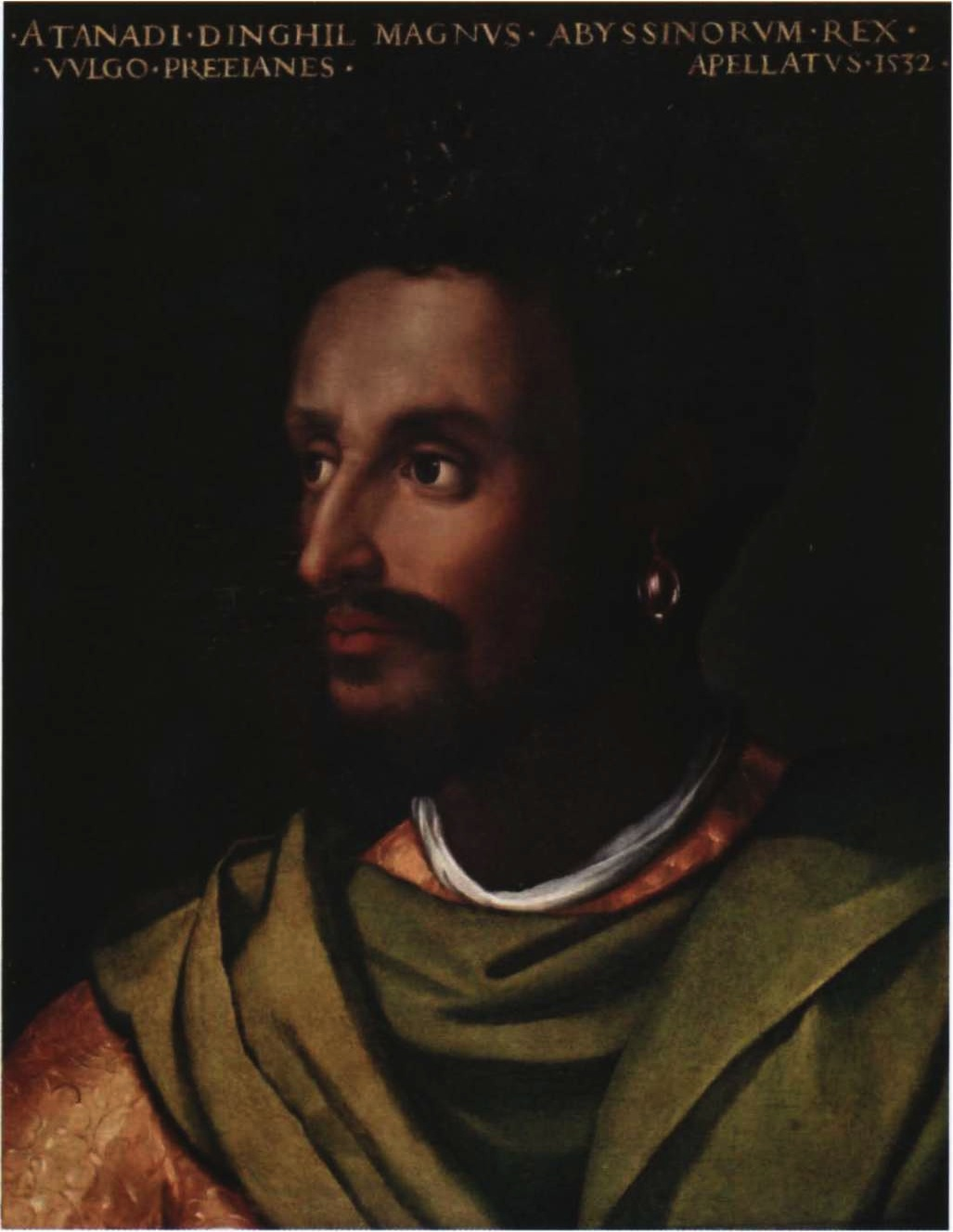
L'imperatore Davide II

#### Guerra con il sultanato di Adal
I portoghesi aiutarono l'imperatore Davide II e il suo successore Claudio a contrastare l'invasione del Paese da parte del generale Ahmad ibn Ibrihim al-Ghazi del Sultanato di Adal.
Fra il 1528 e il 1540 l'imam Ahmad ibn Ibrihim al-Ghazi invase il sultanato di Adal (una delle regioni musulmane dell'impero etiope) e da lì scatenò i propri eserciti contro l'Etiopia, dichiarando la guerra santa. I portoghesi inviarono una flotta in aiuto al negus. In un primo momento, i moschettieri portoghesi sembrarono poter decidere le sorti della guerra in favore dell'Etiopia. Tuttavia, nell'agosto del 1542, subirono una pesante sconfitta a Wofla. Nel 21 febbraio 1543 i musulmani furono a loro volta fortemente sconfitti nella battaglia di Wayna Daga, in cui perse la vita lo stesso Ahmad. Una volta sconfitti i musulmani, i portoghesi chiesero che il negus di Etiopia si sottomettesse ufficialmente alla Chiesa di Roma, ma il sovrano etiope si rifiutò.

#### Rapporto con i gesuiti

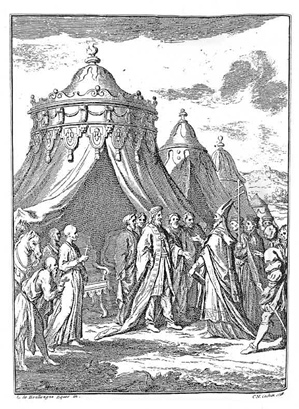
Re Susenyos I riceve il patriarca latino Alfonso Mendez

In seguito ai contatti fra l'Etiopia e i portoghesi, i gesuiti entrarono nel paese, stabilendosi a Fremona. Nel primo periodo della loro permanenza non erano visti di buon occhio dalle autorità etiopi. Nel XVII secolo, il gesuita Pedro Páez riuscì a entrare nelle grazie dell'imperatore. In questo periodo i Gesuiti fecero costruire chiese ma anche ponti e altre opere di pubblica utilità. Il successore di Páez, Alfonso Méndez, fu meno diplomatico e contribuì a un nuovo calo di popolarità dei Gesuiti sia a corte che presso la popolazione. Nel 1633 la Compagnia di Gesù fu definitivamente espulsa dall'Etiopia.

#### L'era dei principi
Tra la metà del XVIII secolo e il 1855, l'Etiopia visse un periodo di isolamento denominato Zemene Mesafint o "Era dei Principi", durante il quale il Paese, suddiviso in molteplici feudi indipendenti tra loro, fu interessato da guerre per la supremazia tra i potenti ras locali; i numerosi imperatori che si succedettero, tutti di etnia oromo, avevano un potere limitato e dominavano solo la zona intorno alla capitale Gondar. Il secolo fu caratterizzato da un ristagno nello sviluppo sociale e culturale dell'impero, che fu attraversato da conflitti religiosi sia all'interno della Chiesa ortodossa etiope sia tra la Chiesa stessa e i musulmani.

## Età contemporanea

### L'arrivo del colonialismo inglese e italiano nel Mar Rosso
L'Era dei Principi terminò nel 1855, con la presa del potere dell'imperatore Teodoro II, che, dopo aver accorpato i numerosi feudi in cui era suddiviso l'Impero centralizzando in tal modo il potere, iniziò l'opera di modernizzazione dell'Etiopia. Tuttavia, nel 1868, in seguito alla detenzione di alcuni missionari e rappresentanti del governo britannico, la Gran Bretagna lanciò una vittoriosa spedizione punitiva in Etiopia, al cui termine l'Imperatore si suicidò.
Il successore di Teodoro II, Teclè Ghiorghìs II, fu sconfitto nel 1871 dal deggiasmac Cassa, che l'anno seguente fu proclamato imperatore col nome di Giovanni IV. Durante il suo regno, l'apertura del canale di Suez diede avvio alla colonizzazione dell'Africa da parte dei Paesi europei.
Nel 1870 la compagnia italiana Rubattino firmò un Contratto di acquisto della Baia di Assab, in Eritrea, con il sultano locale. 
Nel 1882 lo Stato italiano acquistò dalla Rubattino la baia di Assab, che costituì la base per le successive conquiste coloniali nelle regioni costiere dell'Eritrea. Iniziava così la penetrazione coloniale italiana nell'area e i primi scontri con l'Impero d'Etiopia, fino alla conquista dell'Eritrea nel 1888.

### Menelik II e la dinastia Salomonide
nel 1875
     nel 1900

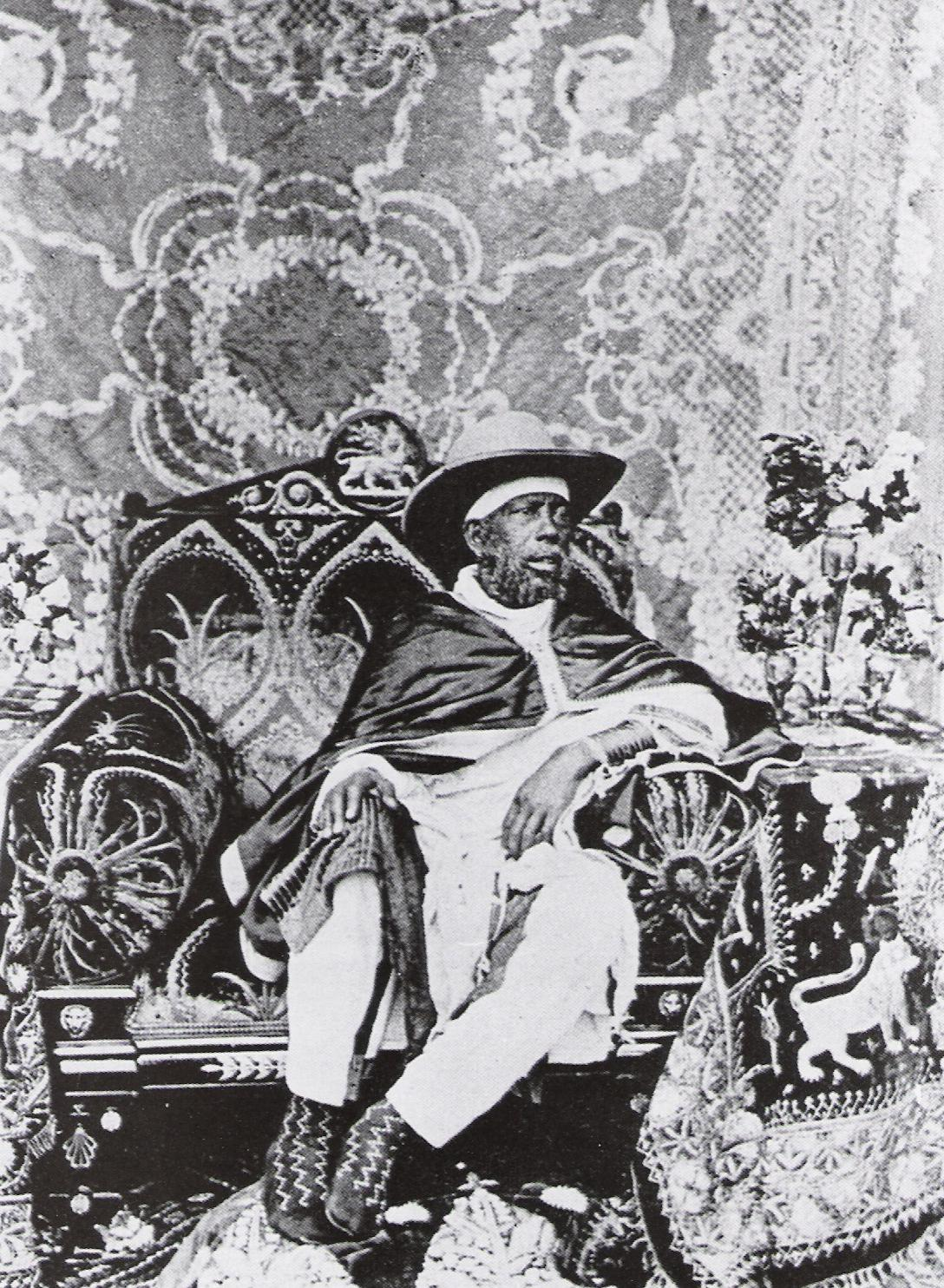
L'imperatore Menelik II

L'Impero d'Etiopia
nel 1875
nel 1900

Menelik II, già sovrano della regione di Scioà, divenne imperatore d'Etiopia nel 1889 succedendo all'imperatore Giovanni IV unificando il suddetto regno di Scioà, i territori degli Oromo, il Tigrè e l'Amara. Menelik II, che fu imperatore fino alla morte nel 1913, portò al potere la dinastia Salomonide che si esaurirà con l'ultimo imperatore Hailé Selassié.
I rapporti tra il Regno d'Italia e l'Impero d'Etiopia furono quindi regolati nel maggio 1889 con la stipula del trattato di Uccialli, che prevedeva anche il riconoscimento da parte di Menelik II delle acquisizioni italiane in Eritrea. Tuttavia, le clausole del trattato (scritto in italiano e in amarico), riguardanti il vincolo del governo etiope di servirsi della diplomazia italiana per intrattenere rapporti con le altre nazioni europee, furono redatte in due versioni non esattamente corrispondenti tra le due lingue. Menelik II pretese quindi una revisione del trattato prima dei tempi stabiliti, ma il governo italiano rifiutò. Ne scaturirono accesi contrasti, che peggiorarono fino allo scoppio nel 1895 della guerra d'Abissinia. Il conflitto si concluse l'anno seguente con la pesante sconfitta italiana nella battaglia di Adua e la conseguente stipula il 26 ottobre del 1896 del trattato di Addis Abeba, che abrogò il precedente trattato di Uccialli e sancì le nuove relazioni fra i due Paesi: l'Italia riconobbe la piena sovranità etiopica, il confine lungo la linea Mareb-Belesa-Muna rimase inalterato, i prigionieri italiani furono restituiti in cambio del pagamento delle spese per il loro sostentamento e furono avviate nuove trattative commerciali..
In seguito alla morte di Menelik II, divenne reggente d'Etiopia il nipote Iasù V, ma non fu mai incoronato e, a causa delle sue simpatie musulmane, fu detronizzato tre anni dopo, in seguito al suo tentativo di spostare la capitale nella regione di Harar, a maggioranza islamica. Fu quindi nominata imperatrice la zia Zauditù, figlia di Menelik II, che fu fin da subito affiancata nel governo dal cugino ras Tafarì Maconnèn, in qualità di enderassié (ossia reggente e vicario imperiale). Tafarì intraprese una campagna di modernizzazione del Paese già nei primi anni di reggenza e nel 1923 ottenne l'ingresso del Paese nella Società delle Nazioni. Infine il 2 novembre 1930, in seguito alla morte di Zauditù, fu nominato imperatore d'Etiopia col nome di Hailé Selassié ("Forza della Trinità").

### La conquista italiana

L'Impero d'Etiopia nel 1930

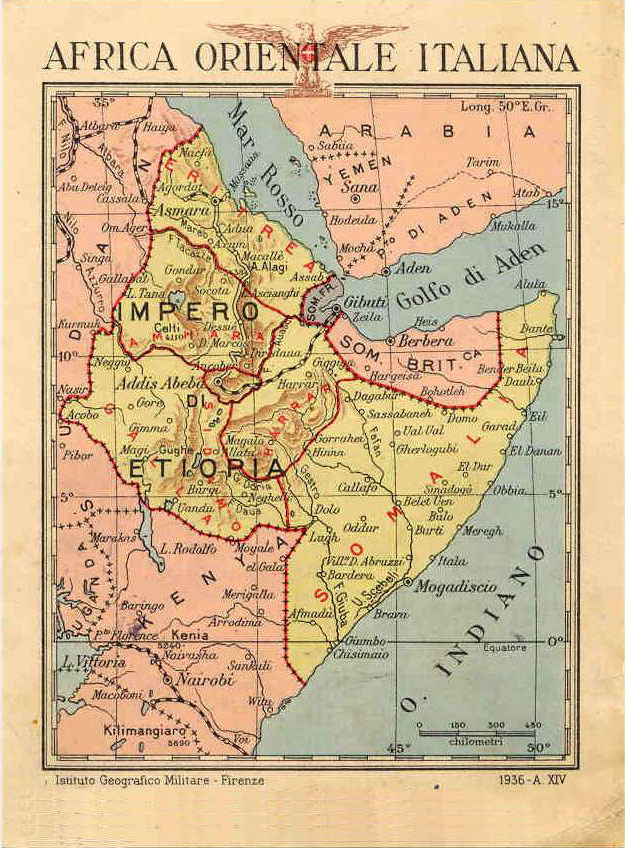
L'Africa Orientale Italiana nel 1936

In seguito all'incidente di Ual Ual del dicembre 1934, il Regno d'Italia il 3 ottobre 1935 attaccò dall'Eritrea e dalla Somalia italiana l'Impero d'Etiopia. Hailé Selassié si appellò alla Società delle Nazioni, che deliberò delle sanzioni economiche contro l'Italia; l'Imperatore fu quindi nominato Persona dell'anno dal Time, acquistando notorietà in tutto il mondo. Il comando dell'esercito italiano fu affidato al generale Pietro Badoglio, che riuscì a sconfiggere la resistenza degli etiopi utilizzando in alcuni casi anche armi chimiche; il 2 maggio Hailé Selassié partì in esilio volontario per la Gran Bretagna e tre giorni dopo Badoglio entrò nella capitale Addis Abeba; l'8 maggio il generale Rodolfo Graziani espugnò la regione di Harar e il giorno seguente Mussolini annunciò la nascita dell'Impero, di cui si proclamò Fondatore, mentre il re Vittorio Emanuele III assunse il titolo di Imperatore d'Etiopia. L'Etiopia divenne quindi parte dell'Africa Orientale Italiana insieme a Eritrea e Somalia italiana.
Ciò nonostante, numerosi ras, tra i quali Immirù Hailé Selassié, non si sottomisero e continuarono a combattere attraverso una efficace guerriglia, nonostante le dure azioni repressive di risposta delle forze italiane. L'episodio più significativo si verificò in seguito al fallito attentato al governatore Graziani del 19 febbraio del 1937, in cui morirono sette persone e ne furono ferite oltre cinquanta:. La repressione dei tre giorni seguenti, nota come strage di Addis Abeba, provocò la morte di migliaia di abitanti della capitale e, a Debre Libanos, di centinaia di monaci del monastero.  Di conseguenza si accesero qua e là nel paese altri focolai di rivolta contenuti a fatica. Solo con la sostituzione di Graziani con il principe Amedeo duca d'Aosta affiancato dal nuovo vicegovernatore Guglielmo Nasi, venne impostato un approccio più morbido e realistico nei confronti dei patrioti ribelli, che consentì agli italiani di stringere una serie di accordi con alcuni notabili locali, senza tuttavia riuscire a stroncare la resistenza che proseguì in varie zone della nazione; una discreta tregua fu raggiunta solo intorno alla metà del 1939, quando le principali vie di comunicazione e la maggioranza delle località dell'Etiopia passarono sotto il completo controllo italiano.
Nel frattempo il governo italiano pianificò una serie di lavori pubblici in tutto il Paese, tra cui il piano regolatore di Addis Abeba del 1938, ma molte opere non furono completate o neppure avviate a causa dell'entrata dell'Italia nella seconda guerra mondiale.
Furono anche varati piani per la colonizzazione agricola del territorio: un esempio è la creazione, nel 1937, dell'Ente di colonizzazione "Romagna di Etiopia", il cui primo presidente fu l'ingegnere forlivese Arnaldo Fuzzi: si trattava di costituire piccole proprietà agrarie nella zona dell'Asmara, affidandole a coltivatori di origine romagnola. L'Ente fu definitivamente chiuso nel 1959.
Le leggi del Regno d'Italia furono applicate in tutto l'Impero per quanto riguarda la schiavitù, che fu abolita. Questo processo richiese misure transitorie dato l'alto numero di schiavi presenti, stimati in 9 milioni, ma le amministrazioni locali furono efficienti e si possono ricordare De Bono in Tigré o Tomellini in Agarò. Normalmente, gli schiavi liberati ritornarono dai loro ex-padroni i quali tuttavia non ebbero più la proprietà dell'individuo, il diritto alle punizioni corporali e dovettero erogare un salario minimo in cambio del lavoro svolto.

### Il secondo regno di Hailé Selassié

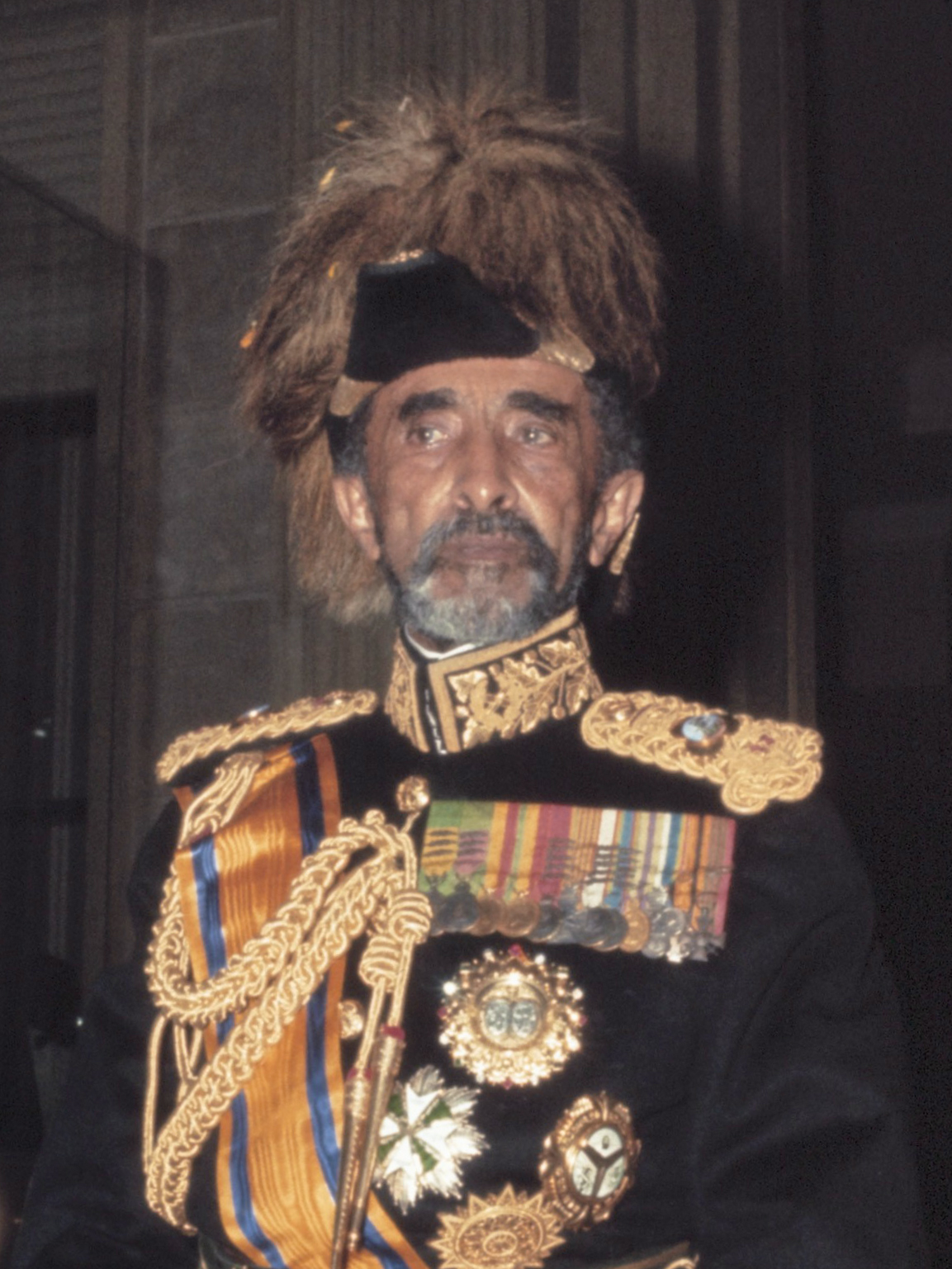
L'imperatore Hailé Selassié nel 1969

Nel corso della campagna dell'Africa Orientale Italiana, le forze britanniche insieme ai combattenti etiopi arbegnuoc riuscirono a riconquistare il Paese e Hailé Selassié rientrò ad Addis Abeba il 5 maggio del 1941.
La nazione fu quindi liberata dalle forze militari britanniche e Hailé Selassié tornò alla guida dell'Impero, seppur inizialmente limitato nei poteri in base al trattato anglo-etiope del 1942, mentre l'esercito italiano proseguì fino a novembre 1941 in una sorta di guerriglia; il riconoscimento della piena sovranità dell'Etiopia avvenne infine con la firma del trattato anglo-etiope del dicembre 1944, anche se l'Ogaden e altre aree rimasero ancora per anni sotto il controllo britannico. Il 26 agosto 1942 Hailé Selassié emise un proclama per l'abolizione della schiavitù seguendo le disposizioni amministrative italiane, tra cui quella di De Bono nel Tigré del 1935.
L'Eritrea divenne una regione autonoma federata dell'Etiopia in base alla risoluzione 390 del Consiglio di sicurezza delle Nazioni Unite del 2 dicembre 1950, ma nel 1962 fu annessa per decisione unilaterale di Hailé Selassié; ciò scatenò l'avvio della trentennale guerra per l'indipendenza condotta dal Fronte di Liberazione Eritreo e, dal 1973, dal Fronte di Liberazione del Popolo Eritreo.
Hailé Selassié proseguì nella sua opera di riforma sopprimendo il potere dell'aristocrazia terriera, riformando l'esercito e promulgando la prima Costituzione nel 1955. Simbolo anticolonialista, icona e "messia" della corrente politico-religiosa nota come Rastafarianesimo, Haile Selassie I scompare in circostanze non chiarite nel 1975 dopo la sua deposizione da parte della dittatura militare del Derg che mise sostanzialmente fine alla lunga fase imperiale. Formalmente ebbe un successore, Amha Selassie I, che rimase imperatore pur senza alcun potere fino alla sua morte (nel 1997) e che ciò nonostante fu condannato all'esilio nel 1989.

### Il regime del DERG di Menghistu

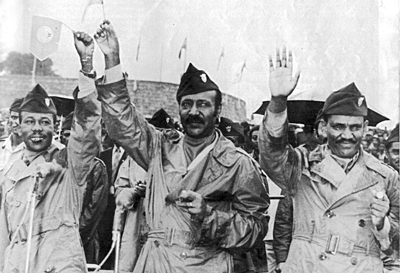
I capi del Derg: Mengistu Haile Mariam, Aman Mikael Andom e Atnafu Abate

Nonostante i tentativi di sedare le rivolte da parte dell'Imperatore, il 12 settembre 1974 scoppiò la guerra civile, condotta dal Derg, giunta militare di stampo marxista-leninista, che depose Hailé Selassié e incoronò al suo posto il figlio Amhà Selassié. Tuttavia, il 12 marzo del 1975 il Consiglio d'amministrazione militare provvisorio proclamò la fine del regime imperiale, trasformando l'Etiopia in uno Stato comunista. Hailé Selassié, imprigionato nel palazzo di Menelik II, morì il 27 agosto di quell'anno, probabilmente soffocato con un cuscino. Il colpo di Stato provocò insurrezioni e moti popolari in 8 delle 14 province dell'Etiopia, mentre un'incipiente siccità causò enormi problemi ai rifugiati.
Nella lotta interna tra le diverse fazioni del Derg, prevalse nel 1977 quella più radicale guidata dal maggiore Menghistu Hailé Mariàm, che, sostenuto dall'Unione Sovietica, divenne il leader incontrastato eliminando tutti gli oppositori e instaurando il cosiddetto Terrore Rosso, durante il quale persero la vita almeno 500 000 persone, in parte anche a causa delle deportazioni forzate o dell'uso della fame come arma.
Nel frattempo nel 1977 la Somalia invase la regione dell'Ogaden, abitata da somali ma appartenente all'Etiopia, che contrattaccò con l'aiuto militare di una coalizione comprendente URSS, Cuba, Yemen del Sud, Repubblica Democratica Tedesca e Corea del Nord, tra cui l'invio di 15 000 truppe da combattimento cubane; gli scontri proseguirono fino alla firma del trattato di pace nel 1988.
Tra il 1983 e il 1985 l'Etiopia fu colpita da una gravissima carestia che causò la morte di almeno 400 000 persone. Nel Paese, soprattutto nel Tigré e in Eritrea, si diffusero le insurrezioni contro la dittatura comunista; nel 1989 venne formata una coalizione conosciuta come Fronte Democratico Rivoluzionario del Popolo Etiope (EPRDF), nata dalla fusione del Fronte Popolare di Liberazione del Tigrè (TPLF) con altri movimenti di opposizione.

Bandiera della Repubblica Democratica Popolare d'Etiopia.

Intanto, nel 1987 la dittatura del Derg confluì nella Repubblica Democratica Popolare d'Etiopia, di cui divenne presidente Menghistu Hailé Mariàm. Il Paese subì una forte riduzione degli aiuti da parte dell'URSS durante il segretariato di Mikhail Gorbachev, propugnatore della politica della perestrojka, che aumentò le difficoltà economiche del regime del Negus Rosso e la rottura del fronte di guerra da parte della guerriglia anticomunista presente nel nord del paese.
Con la definitiva fine del comunismo in Europa orientale in seguito alle rivoluzioni del 1989, nel 1990 si interruppero completamente gli aiuti sovietici all'Etiopia. La strategia militare e politica di Menghistu subì un colpo fatale. Nel maggio 1991, infatti, le forze dell'EPRDF avanzarono su Addis Abeba, ma l'Unione Sovietica non intervenne per salvare il regime alleato. Menghistu Hailé Mariàm fuggì con la famiglia dal Paese rifugiandosi in Zimbabwe; tre anni dopo l'alta corte federale dell'Etiopia avviò il processo a carico suo e di altri dirigenti del Derg, che si concluse dodici anni dopo con le condanne in contumacia per genocidio e crimini di guerra: Menghistu e numerosi ex funzionari ricevettero la condanna a morte, altri l'ergastolo e altri ancora trascorsero almeno 20 anni in carcere, prima di essere graziati.

### La nascita della repubblica e la guerra con l'Eritrea
In seguito alla cacciata di Menghistu Hailé Mariàm, fu istituito un governo di transizione composto da un Consiglio di 87 membri e guidato da una carta nazionale quale costituzione provvisoria e di transizione. Si concluse inoltre la guerra con l'Eritrea, che nel 1993 si era costituita, dopo un referendum, come Stato indipendente con l'approvazione del Fronte di Liberazione del Tigré guidato da Meles Zenawi.
Nel 1994 fu promulgata la nuova costituzione, con la formazione di un parlamento bicamerale e di un nuovo sistema giudiziario. La prima elezione formalmente pluripartitica si svolse nel maggio 1995 e comportò l'elezione di Meles Zenawi come primo ministro e Negasso Gidada come presidente.
Nel maggio del 1998 una disputa di confine con l'Eritrea causò lo scoppio di una nuova guerra tra i due Paesi, che si protrasse fino alla stipula dell'accordo di Algeri nel 2000; l'elevato costo del conflitto, stimato per entrambe le parti intorno al milione di dollari al giorno, provocò effetti devastanti sull'economia dell'Etiopia.
Nel 2004 il governo diede avvio al piano di ricollocamento di circa due milioni di persone dagli altopiani aridi dell'est verso le regioni dell'ovest, allo scopo di diminuire la scarsità di cibo.
Il 15 maggio 2005 si svolsero le prime vere elezioni multipartitiche, ma furono segnalate gravi irregolarità dall'organismo di controllo indipendente Carter Center e dagli altri osservatori internazionali e i partiti di opposizione denunciarono brogli. I risultati furono resi noti solo il mese seguente, ma fin da subito il Fronte Democratico Rivoluzionario del Popolo Etiope del premier Meles Zenawi si autoproclamò vincitore; i principali partiti di opposizione, costituiti dalla Coalizione per l'unità e la democrazia (Cud) e dalle Forze unite democratiche etiopiche (Uedf), non ebbero più accesso alla radio e alla televisione; manifestazioni di protesta e scioperi si diffusero nelle settimane seguenti nella capitale, represse violentemente dalle forze di sicurezza, che provocarono almeno 42 morti, centinaia di feriti e numerosi arresti anche tra deputati dell'opposizione e giornalisti, tra i quali il leader del Cud Hailu Shawel, definiti prigionieri di coscienza da Amnesty International.

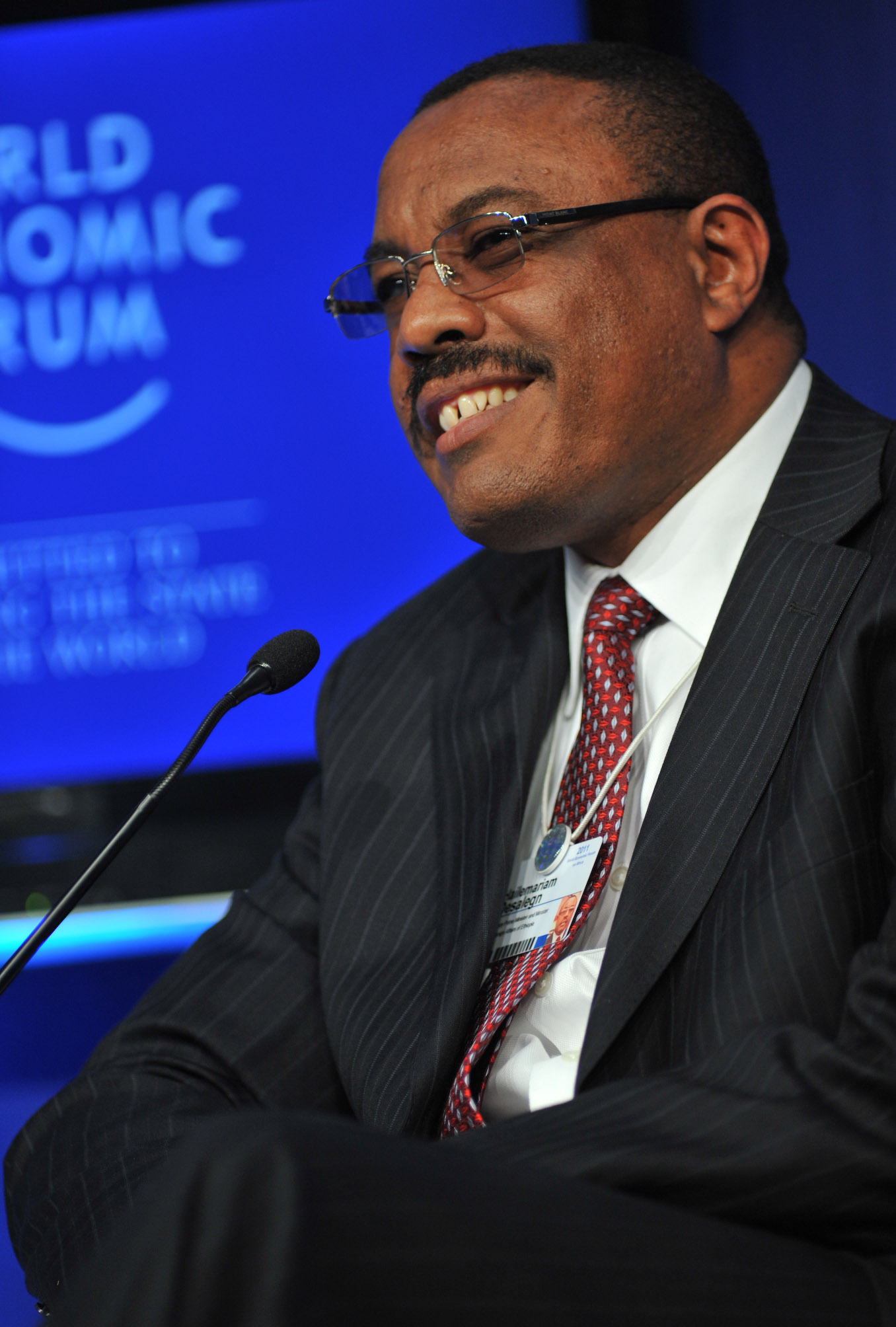
Hailé Mariàm Desalegn, primo ministro dal 2012 al 2018.

Nelle successive elezioni legislative del 2010, il partito di Meles Zenawi vinse ancora accaparrandosi oltre il 90 % dei voti; profonde irregolarità, brogli e intimidazioni furono però denunciati dalle forze di opposizione e dagli osservatori internazionali.
Il forte legame con gli Stati Uniti, fornitore di armi e alimenti, ha portato, nel 2007, l'esercito etiope a intervenire in Somalia contro le Corti islamiche, a sostegno del governo federale di transizione somalo rifugiato a Baidoa. Nonostante i successi iniziali e l'appoggio aereo statunitense, le Corti islamiche hanno ripreso l'offensiva e gli scontri continuano tuttora.
Nel corso del 2011, l'Etiopia e i Paesi limitrofi subirono le conseguenze della peggiore siccità avvenuta in Africa orientale da circa sessant'anni; per attenuare gli effetti della grave carestia, fu istituito un piano, comprendente strategie di lungo periodo, da parte del governo nazionale in collaborazione con la FAO e altre organizzazioni internazionali.
Il primo ministro Meles Zenawi morì improvvisamente il 20 agosto 2012 a Bruxelles e il suo vice Hailé Mariàm Desalegn ne assunse il ruolo per i tre anni successivi.
Le elezioni parlamentari del 2015 confermarono ancora il partito del premier Hailé Mariàm Desalegn, che ottenne il 100% dei seggi; intimidazioni furono denunciate dagli osservatori internazionali, mentre molti dei rappresentanti dei partiti di opposizione furono arrestati, quando ancora vari prigionieri di coscienza si trovavano in carcere dalle elezioni di dieci anni prima; le manifestazioni di protesta furono duramente represse dalle forze di sicurezza, che provocarono almeno 140 morti, parecchie centinaia di feriti e numerosissimi arresti anche tra i giornalisti. Ribellioni contro il governo, espressione della minoranza tigrina, si diffusero l'anno seguente inizialmente nell'Oromia, per allargarsi all'adiacente Amara, da parte dei due principali gruppi etnici del Paese, oromo e amara; secondo l'Human Rights Watch nelle proteste morirono almeno 500 persone, mentre ne furono arrestate circa 1600; le cifre furono contestate dal governo, che il 9 ottobre dichiarò lo stato di emergenza per almeno 6 mesi.
Tra il 2016 e il 2017, probabilmente come conseguenza del Niño, una nuova carestia colpì pesantemente l'Etiopia e i Paesi adiacenti, peggiorata dalla guerra in Somalia e dai mancati aiuti governativi.

## Anni recenti (2018-presente)
Il 15 febbraio 2018 il primo ministro Hailé Mariàm Desalegn ha rassegnato inaspettatamente le dimissioni e il giorno seguente il governo ha dichiarato lo stato di emergenza nazionale; un mese dopo Abiy Ahmed Ali, presidente dell'Organizzazione Democratica del Popolo Oromo (ODPO), uno dei quattro partiti della coalizione di governo, è stato votato leader dell'EPRDF, assumendo il ruolo di primo ministro designato; il 2 aprile viene eletto primo ministro d'Etiopia dal parlamento, diventando il primo premier oromo del Paese.
Il 25 ottobre 2018 è stata nominata presidente della Repubblica la diplomatica Sahle-Uork Zeudé, primo presidente donna nella storia etiope.

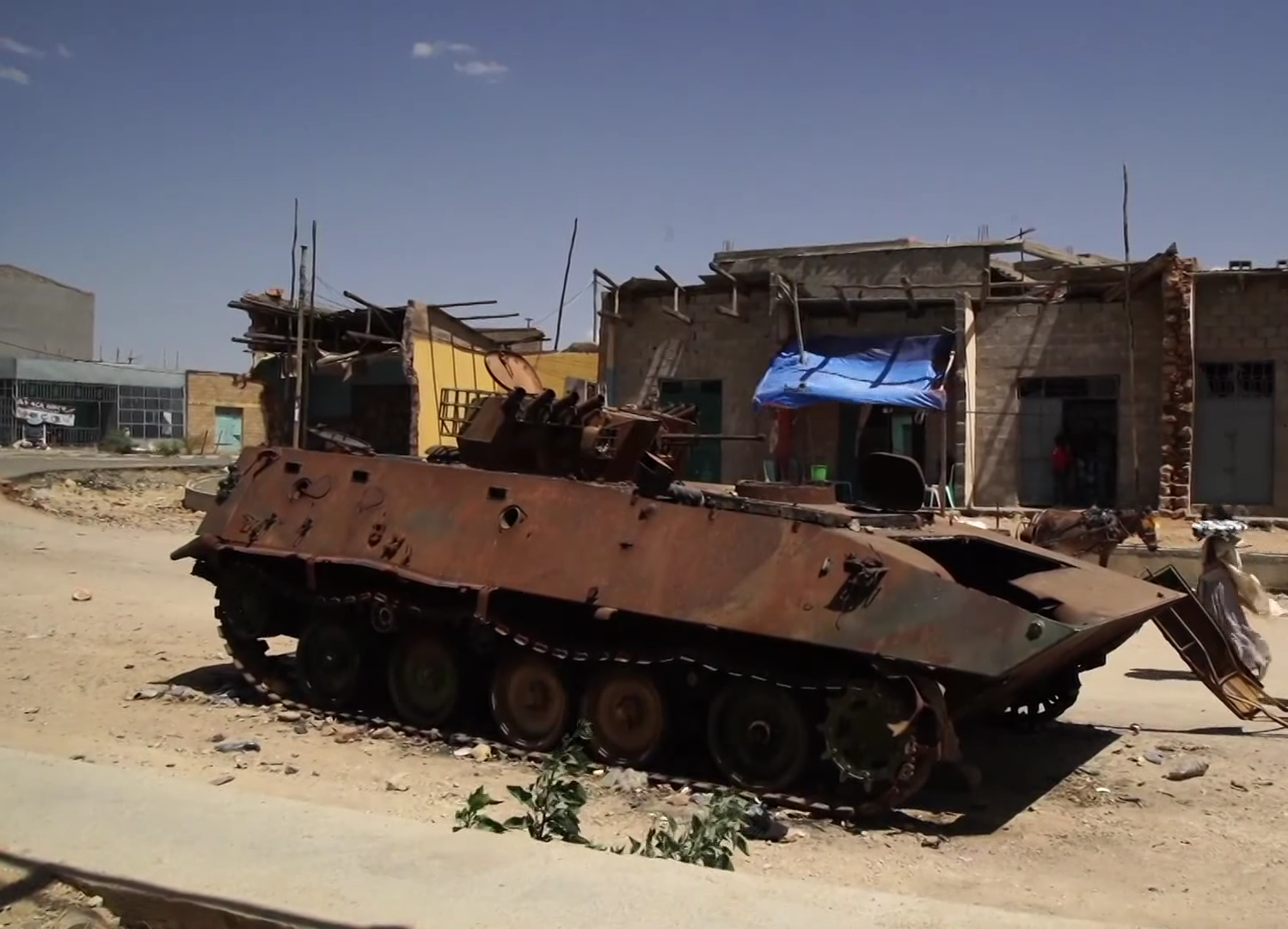
Tank distrutto durante la guerra civile del 2020-22 ad Axum.

Il nuovo capo del governo fece una storica visita in Eritrea nel 2018, terminando così il conflitto tra i due Paesi. Per i suoi sforzi nel porre fine alla guerra ventennale tra Etiopia ed Eritrea, ad Abiy Ahmed Ali è stato conferito il premio Nobel per la pace nel 2019. Dopo esser stato nominato capo del governo nell'aprile 2018, Abiy ha fatto liberare migliaia di prigionieri politici, ha promesso libere elezioni per il 2019 - che sono state successivamente sospese a causa della pandemia da COVID-19 - e ha annunciato ampie riforme economiche.
Il partito al governo nella regione dei Tigrè, il Fronte Popolare di Liberazione del Tigrè (TPLF), si è opposto al rinvio delle elezioni e ha proceduto a organizzare ugualmente una consultazione elettorale il 9 settembre 2020, cui si stima abbiano partecipato quasi tre milioni di elettori. In seguito a ciò, le relazioni tra il governo federale e quello del Tigrè si sono guastate, tanto da condurra alla guerra civile del Tigrè, conclusasi il 3 novembre 2022 con la cosiddetta Pace di Pretoria.
Secondo la Commissione etiope per i diritti umani, oltre 50 civili sono stati uccisi negli attacchi avvenuti in Etiopia tra il 23 e il 29 novembre 2023 a seguito degli scontri tra l'Esercito di Liberazione Oromo (OLA) e il governo etiope. Gli attacchi sono avvenuti nella regione dell'Oromia e nei villaggi di confine di Benishangul-Gumuz.
In effetti, gli accordi di pace di Pretoria rappresentano più un accordo di cessate il fuoco che veri e propri accordi di pace, dato che lasciano irrisolte alcune importanti questioni, come il rientro in patria dei soldati eritrei, al fianco del governo centrale etiope durante la guerra civile, o l'assetto amministrativo del Tigray occidentale, conteso tra Tigray e Amhara.
Proprio quest'ultima questione, il futuro assetto del Tigray occidentale, territorio storicamente conteso tra le regioni dell'Amhara e del Tigray, rischia di creare una frattura, e quindi un ulteriore elemento di instabilità politica nel paese, tra il governo centrale e la regione dell'Amhara che, a seguito degli accordi di pace, teme di non vedere più riconosciute le proprie pretese territoriali.